# 山脇成人
山脇 成人（やまわき しげと、1954年 - ）は、日本の精神科医、精神医学者、広島大学特任教授・名誉教授。専攻は精神医学、気分障害、脳科学。

## 略歴
広島県広島市出身。1979年広島大学医学部を卒業する。1985年に医学博士号を取得した。1990年より広島大学医学部教授に就任する。2012年に広島大学副理事となる。
2016年にはウィーン大学医学部教授を併任した。
2017年に名誉教授となるとともに、広島大学社会産学連携室特任教授に就任した。2018年より広島大学脳・こころ・感性科学研究センター長を務める。
学外での役職として、日本神経精神薬理学会理事長（2010-2014）、国際神経精神薬理学会 (CINP)理事長(President 2014-2016)、国際老年精神神経薬理学会(ICGP)理事長(President 2006-08)、アジア神経精神薬理学会(AsCNP)創設理事長(Founding President 2008-2010)などがある。

## 著書
- 『悪性症候群-診断・治療・病態-』新興医学出版、1989年
- 『Neuroleptic-Induced Movement Disorders』Cambridge University Press、1997年
- 『Current Psychiatric Therapy II』W.B.Sanders Company、1997年
- 『サイコオンコロジー：がん医療における心の医学』診療新社、1997年
- 『Current Perspectives and Future Directions in Palliative Medicine』Springer-Verlag、1998年
- 『臨床精神医学講座　第17巻リエゾン精神医学・精神科救急医療』中山書店、1998年
- 『臨床腫瘍学』日本臨床腫瘍研究会、1999年
- 『Contemporary Neuropsychiatry』Springer-Verlag、2001年
- 『PTSD -Brain Mechanisms and Clinical Implications-』Springer、2005年

（責任編集）
- 『今日の治療指針「精神疾患」』 医学書院、2005年-

## 論文
- 山脇成人 - CiNii
- 山脇成人 - PubMed